# Zagella mimica
Zagella mimica är en stekelart som beskrevs av De Santis 1997. Zagella mimica ingår i släktet Zagella och familjen hårstrimsteklar. Inga underarter finns listade i Catalogue of Life.